# 70è Festival Internacional de Cinema de Berlín
El 70è Festival Internacional de Cinema de Berlín va tenir lloc entre el 20 de febrer i l'1 de març de 2020. Va ser el primer dirigit pels nous caps del Festival de Cinema de Berlín, la directora d'administració d'empreses Mariette Rissenbeek i el director artístic Carlo Chatrian. El festival es va inaugurar amb la gala inaugural presentada per l'actor Samuel Finzi, seguida de l'estrena mundial de la pel·lícula My Salinger Year, que va ser seleccionada per a la secció especial Berlinale. L'Os d'Or fou atorgat a la pel·lícula iraniana Sheytān vojud nadārad, dirigida per Mohammad Rasoulof.

## Jurat

### Competició principal
El jurat de la competició principal era format per:
Jurat internacional
- Jeremy Irons, actor () - President
- Bérénice Bejo, actrius (/)
- Bettina Brokemper, productor ()
- Annemarie Jacir, cineasta i poetessa ()
- Kenneth Lonergan, guionista i cineasta ()
- Luca Marinelli, actor ()
- Kleber Mendonça Filho, crític, guionista, director i productor ()

### Jurat del Premi Encontres
El jurat del premi encontres fou format per:
- Shōzō Ichiyama, productor ()
- Dominga Sotomayor, directora, guionista i productora ()
- Eva Trobisch, directora ()

### Jurat del Premi a la millor primera pel·lícula
El jurat del Premi a la primera pel·lícula era format per:
- Ognjen Glavonić, director i escriptor ()
- Hala Lotfy, directora, productora i fundadora de Hassala Films ()
- Gonzalo de Pedro Amatria, acadèmic ()

### Jurat del premi documental
El jurat del premi documental era format per:
- Gerd Kroske, cineasta ()
- Marie Losier, cineasta (/)
- Alanis Obomsawin, cineasta, cantant i artista ()

### Jurat del Premi al Curtmetratge
El Jurat del premi al millor curtmetrtge era format per:
- Réka Bucsi, cineasta ()
- Fatma Çolakoğlu, curador ()
- Lemohang Jeremiah Mosese, cineasta i artista ()

## En competició
Les pel·lícules seleccionades per competir per l'Os d'Or i l'Os d'Argent foren:
| Títol                                  | Director(s)                            | País de producció                     |
| -------------------------------------- | -------------------------------------- | ------------------------------------- |
| Todos os mortos                        | Caetano Gotardo i Marco Dutra          | Brasil França                         |
| Favolacce                              | Damiano i Fabio D'Innocenzo            | Itàlia, Suïssa                        |
| Berlin Alexanderplatz                  | Burhan Qurbani                         | Alemanya, Països Baixos, França       |
| DAU. Natasha                           | Ilya Khrzhanovskiy i Jekaterina Oertel | Alemanya, Ucraïna, Regne Unit, Rússia |
| Rìzi 日子                              | Tsai Ming-liang                        | Taiwan                                |
| Effacer l'historique                   | Benoît Delépine i Gustave Kervern      | França, Bèlgica                       |
| First Cow                              | Kelly Reichardt                        | Estats Units                          |
| Volevo nascondermi                     | Giorgio Diritti                        | Itàlia                                |
| El prófugo                             | Natalia Meta                           | Argentina, Mèxic                      |
| Irradiés                               | Rithy Panh                             | França, Cambodja                      |
| Schwesterlein                          | Stéphanie Chuat i Véronique Reymond    | Suïssa                                |
| Never Rarely Sometimes Always          | Eliza Hittman                          | Estats Units                          |
| The Roads Not Taken                    | Sally Potter                           | Regne Unit                            |
| Le sel des larmes                      | Philippe Garrel                        | França, Suïssa                        |
| Siberia                                | Abel Ferrara                           | Itàlia, Alemanya, Mèxic               |
| Sheytān vojud nadārad شیطان وجود ندارد | Mohammad Rasoulof                      | Alemanya, Txèquia, Iran               |
| Undine                                 | Christian Petzold                      | Alemanya, França                      |
| Domangchin yeoja 도망친 여자           | Hong Sang-soo                          | Corea del Sud                         |

## Encounters
Les pel·lícules seleccionades per la secció Encounters foren:
| Títol                                                         | Director(s)                  | País de producció                                                         |
| ------------------------------------------------------------- | ---------------------------- | ------------------------------------------------------------------------- |
| Funny Face                                                    | Tim Sutton                   | Estats Units                                                              |
| Gunda                                                         | Victor Kossakovsky           | Noruega, Estats Units                                                     |
| Isabella                                                      | Matías Piñeiro               | Argentina                                                                 |
| Zabij to i wyjedz z tego miasta                               | Mariusz Wilczyński           | Polònia                                                                   |
| Los Conductos                                                 | Camilo Restrepo              | Brasil, Colòmbia, França                                                  |
| Die letzte Stadt                                              | Heinz Emigholz               | Alemanya                                                                  |
| Malmkrog                                                      | Cristi Puiu                  | Bòsnia i Hercegovina, Macedònia del Nord, Romania, Sèrbia, Suècia, Suïssa |
| A metamorfose dos pássaros                                    | Catarina Vasconcelos         | Portugal                                                                  |
| Nackte Tiere                                                  | Melanie Waelde               | Alemanya                                                                  |
| Orphea                                                        | Khavn i Alexander Kluge      | Alemanya                                                                  |
| Služobníci                                                    | Ivan Ostrochovský            | Txèquia, Irlanda, Romania, Eslovàquia                                     |
| Laila aur satt geet                                           | Pushpendra Singh             | Índia                                                                     |
| Shirley                                                       | Josephine Decker             | Estats Units                                                              |
| The Trouble with Being Born                                   | Sandra Wollner               | Àustria, Alemanya                                                         |
| The Works and Days (of Tayoko Shiojiri in the Shiotani Basin) | Anders Edström i C.W. Winter | Japó, Suècia, Estats Units, Regne Unit                                    |

## Panorama
Les següents pel·lícules foren seleccionades per la secció Panorama:
| Títol                            | Director(s)                      | País de producció                                                  |
| -------------------------------- | -------------------------------- | ------------------------------------------------------------------ |
| À L'abordage                     | Guillaume Brac                   | França                                                             |
| Alltid Amber                     | Lia Hietala i Hannah Reinikainen | Suècia                                                             |
| The Assistant                    | Kitty Green                      | Estats Units                                                       |
| Schwarze Milch                   | Uisenma Borchu                   | Alemanya, Mongòlia                                                 |
| Un crimen común                  | Francisco Márquez                | Argentina, Brasil, Suïssa                                          |
| Digger                           | Georgis Grigorakis               | Grècia, França                                                     |
| Vento Seco                       | Daniel Nolasco                   | Brasil                                                             |
| Eeb Allay Ooo!                   | Prateek Vats                     | Índia                                                              |
| Exil                             | Visar Morina                     | Bèlgica, Alemanya, Kosovo                                          |
| Otac                             | Srdan Golubović                  | Bòsnia i Hercegovina, Croàcia, França, Alemanya, Sèrbia, Eslovènia |
| Håp                              | Maria Sødahl                     | Noruega, Suècia                                                    |
| Si c'était de l'amour            | Patric Chiha                     | França                                                             |
| Mare                             | Andrea Štaka                     | Croàcia, Suïssa                                                    |
| Minyan                           | Eric Steel                       | Estats Units                                                       |
| Mughal Mowgli                    | Bassam Tariq                     | Regne Unit                                                         |
| Futur Drei                       | Faraz Shariat                    | Alemanya                                                           |
| Aufzeichnungen aus der Unterwelt | Tizza Covi i Rainer Frimmel      | Àustria                                                            |
| Las mil y una                    | Clarisa Navas                    | Argentina, Alemanya                                                |
| One of These Days                | Bastian Günther                  | Alemanya, Estats Units                                             |
| Pari                             | Siamak Etemadi                   | Bulgària, França, Grècia, Països Baixos                            |
| Cidade Pássaro                   | Matias Mariani                   | Brasil                                                             |
| Semina il vento                  | Danilo Caputo                    | França, Grècia, Itàlia                                             |
| Suk Suk                          | Ray Yeung                        | Hong Kong                                                          |
| Surge                            | Aneil Karia                      | Regne Unit                                                         |
| Kød & Blod                       | Jeanette Nordahl                 | Dinamarca                                                          |

### Panorama Dokumente
Les següents pel·lícules foren seleccionades per la secció Panorama Dokumente:
| Títol                                           | Director(s)        | País de producció                        |
| ----------------------------------------------- | ------------------ | ---------------------------------------- |
| O reflexo do lago                               | Fernando Segtowick | Brasil                                   |
| Bloody Nose, Empty Pockets                      | Bill i Turner Ross | Estats Units                             |
| Days of Cannibalism                             | Teboho Edkins      | França, Països Baixos, Sud-àfrica        |
| Kotlovan                                        | Andrey Gryazev     | Rússia                                   |
| I Dream of Singapore                            | Lei Yuan Bin       | Singapur, Malàisia, Regne Unit           |
| Si c'était de l'amour                           | Patric Chiha       | França                                   |
| Petite fille                                    | Sébastien Lifshitz | França, Bèlgica                          |
| Nardjes A.                                      | Karim Aïnouz       | Algèria, Brasil, França, Alemanya, Qatar |
| Jetzt oder morgen                               | Lisa Weber         | Àustria                                  |
| Schlingensief – In das Schweigen hineinschreien | Bettina Böhler     | Alemanya                                 |
| Welcome to Chechnya                             | David France       | Estats Units                             |

## Berlinale Special
Les següents pel·lícules foren seleccionades per la secció Berlinale Special:
| Títol                                             | Director(s)                         | País de producció                     |
| ------------------------------------------------- | ----------------------------------- | ------------------------------------- |
| The American Sector                               | Courtney Stephens i Pacho Velez     | Estats Units                          |
| Charlatan                                         | Agnieszka Holland                   | Txèquia, Irlanda, Polònia, Eslovàquia |
| Curveball                                         | Johannes Naber                      | Alemanya                              |
| DAU. Degeneratsia                                 | Ília Khrjanovski i Ilia Permiakov   | Alemanya, Ucraïna, Regne Unit, Rússia |
| Golda Maria                                       | Patrick Sobelman i Hugo Sobelman    | França                                |
| High Ground                                       | Stephen Maxwell Johnson             | Austràlia                             |
| Hillary                                           | Nanette Burstein                    | Estats Units                          |
| Last and First Men                                | Jóhann Jóhannsson                   | Islàndia                              |
| Minamata                                          | Andrew Levitas                      | Regne Unit                            |
| My Salinger Year                                  | Philippe Falardeau                  | Canadà, Irlanda                       |
| Police                                            | Anne Fontaine                       | França                                |
| Nomera                                            | Oleg Sentsov amb Akhtem Seitablaiev | Ucraïna, Polònia, Txèquia, França     |
| The Nutty Professor                               | Jerry Lewis                         | Estats Units                          |
| Onward                                            | Dan Scanlon                         | Estats Units                          |
| Paris Calligrammes                                | Ulrike Ottinger                     | Alemanya, França                      |
| Persischstunden                                   | Vadim Perelman                      | Rússia, Alemanya, Belarús             |
| Pinocchio                                         | Matteo Garrone                      | Itàlia, França, Regne Unit            |
| Speer Goes to Hollywood                           | Vanessa Lapa                        | Israel                                |
| Yi zhi you dao hai shui bian lan 一直游到海水变蓝 | Jia Zhangke                         | R.P. de la Xina                       |
| Sanyangui Sigan 사냥의 시간                       | Yoon Sung-hyun                      | Corea del Sud                         |

## Altres seccions
La retrospectiva de la Berlinale incloïa més de 30 pel·lícules del cineasta de Hollywood King Vidor. Se li va dedicar un homenatge a Helen Mirren, qui fou guardonada amb l'Os d'Or Honorari. La Berlinale Camera fou atorgada a Ulrike Ottinger seguida de l'estrena mundial del documental d'Ottinger Paris Calligrammes.
La nova secció de sèries està dedicada a sèries de televisió de llarga durada. El 2020, hi va haver dues entrades australianes: Stateless i Mystery Road temporada 2.

## Premis
Es van atorgar els següents premis:
- Os d'Or –Sheytān vojud nadārad de Mohammad Rasoulof
- Premi Especial del Jurat (Os de Plata) – Never Rarely Sometimes Always d'Eliza Hittman
- Millor director – Hong Sang-soo per Domangchin yeoja
- Millor actriu – Paula Beer per Undine
- Millor actor – Elio Germano per Volevo nascondermi
- Os de Plata al millor guió – Damiano and Fabio D'Innocenzo per Favolacce
- Os de Plata a la millor contribució artística – Jürgen Jürges pr la fotografia de DAU. Natasha
- Os de Plata 70a Berlinale – Effacer l'historique de Benoît Delépine i Gustave Kervern
- Os d'Or al Millor Curtmetratge – Keisha Rae Witherspoon per T
- Encounters
  - Millor pel·lícula — The Works and Days (of Tayoko Shiojiri in the Shiotani Basin) de C.W. Winter & Anders Edström
  - Millor Director — Cristi Puiu per Malmkrog
  - Premi Especial del Jurat — The Trouble with Being Born de Sandra Wollner
  - Menció Especial — Isabella de Matías Piñeiro
- Premi Panorama de l'Audiència
  - 1r Lloc: Otac de Srdan Golubović
  - 2n Lloc: Futur Drei de Faraz Shariat
  - 3r Lloc: Håp de Maria Sødahl
- Premi Panorama de l'Audiència - Documentals
  - 1r Lloc: Welcome to Chechnya de David France
  - 2n Lloc: Saudi Runaway de Susanne Regina Meures
  - 3r Lloc: Petite fille de Sébastien Lifshitz
- Premi Teddy
  - Millor llargmetratge: Futur drei de Faraz Shariat
  - Millor documental: Si c'était de l'amour de Patric Chiha
  - Millor curtmetratge: Playback d'Agustina Comedi
  - Premi especial del jurat: Rìzi de Tsai Ming-liang
- Premi FIPRESCI
  - Competició: Undine de Christian Petzold
  - Panorama: Mogul Mowgli de Bassam Tariq
    - Menció Especial: À l'abordage de Guillaume Brac

  - Fòrum: The Twentieth Century de Matthew Rankin
    - Menció Especial: Overtures per The Living and the Dead Ensemble

  - Encounters: A metamorfose dos pássaros de Catarina Vasconcelos
- Premi del Jurat Ecumènid
  - Competició: Sheytān vojud nadārad by Mohammad Rasoulof
  - Panorama: Otac de Srdan Golubović
    - Menció Especial: Saudi Runaway de Susanne Regina Meures
- Generation 14Plus
  - Os de Cristall a la Millor Pel·lícula: Our Lady of the Nile d'Atiq Rahimi
    - Menció Especial: White Riot de Rubika Shah

  - Os de Cristall al Millor Curtmetratge: Mutts de Halima Ouardiri
    - Menció Especial: Goodbye Golovin de Mathieu Grimard

  - Grand Prix del Jurat Internacional de Generation 14Plus a la millor pel·lícula: My Name Is Baghdad de Caru Alves de Souza
    - Menció Especial: Voices in the Wind de Nobuhiro Suwa

  - Premi Especial del Jurat Internacional de Generation 14plus al millor curtmetratge: Mutts de Halima Ouardiri
    - Menció Especial: White Winged Horse de Mahyar Mandegar
- Generation KPlus
  - Os de Cristall a la millor pel·lícula: Sweet Thing d'Alexandre Rockwell
    - Menció Especial: H Is for Happiness de John Sheedy

  - Os de Cristall al millor curtmetratge: The Name of the Son de Martina Matzkin
    - Menció Especial: Miss d'Amira Géhanne Khalfallah

  - Gran Premi del Jurat Internacional a Generation Kplus a la millor pel·lícula: The Wolves de Samuel Kishi Leopo
    - Menció Especial: Cuties de Maïmouna Doucouré
    - Menció Especial: Mum, Mum, Mum de Sol Berruezo Pichon-Rivière

  - Premi Especial del Jurat Internacional de Generation Kplus al millor curtmetratge: The Name of the Son de Martina Matzkin
    - Menció Especial: The Kites de Seyed Payam Hosseini
- Premi Caligari Film 
  - Guanyador del Premi: Victoria de Sofie Benoot, Liesbeth De Ceulaer and Isabelle Tollenaere
- Premi Heiner Carow 
  - Guanyadorr: Garagenvolk de Natalija Yefimkina
- Premi Compass-Perspektive 
  - Guanyador: Walchensee Forever de Janna Ji Wonders
- Kompagnon-Fellowship
  - Perspektive Deutsches Kino: 111 de Hristiana Rykova
  - Berlinale Talents: Arctic Link d'Ian Purnell